# جان هارتسون
جان هارتسون (انگلیسی: John Hartson؛ زادهٔ ۵ آوریل ۱۹۷۵) فوتبالیست اهل بریتانیا است.
از باشگاه‌هایی که در آن بازی کرده‌است می‌توان به باشگاه فوتبال آرسنال، باشگاه فوتبال وستهام یونایتد، باشگاه فوتبال لوتون تاون، باشگاه فوتبال سلتیک، باشگاه فوتبال نوریچ سیتی، باشگاه فوتبال کاونتری سیتی، باشگاه فوتبال ویمبلدون، باشگاه فوتبال وست برومویچ آلبیون، تیم ملی فوتبال ولز، و باشگاه فوتبال میلتون کینز دونز اشاره کرد.
وی همچنین در تیم‌های ملی فوتبال ولز و زیر ۲۱ سال ولز بازی کرده‌است.